# Атабаскские языки

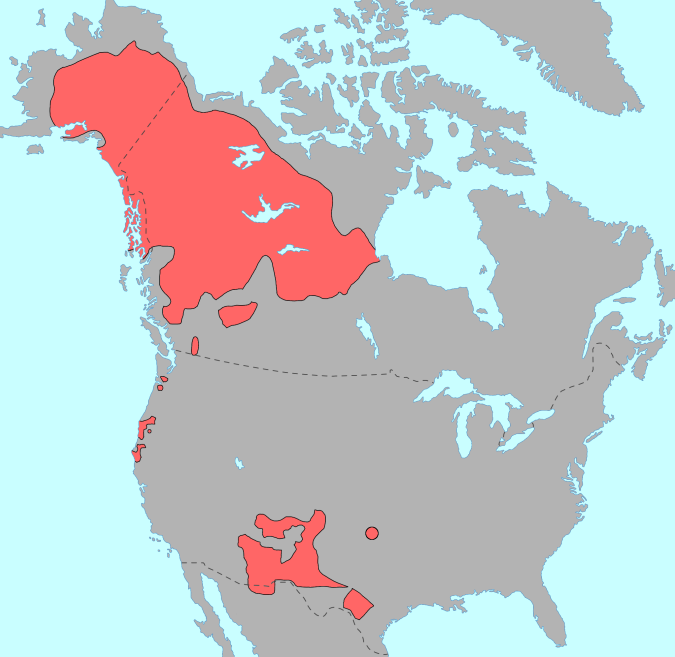
Территория языков на-дене (атабаскские, эяк и тлингит)

Атаба́скские языки (англ. Athabascan, Athabaskan, Athapaskan) — подсемья в составе языков на-дене, куда входит вместе с ещё двумя языками — эяк и тлингит. Распространены в западной части Северной Америки от Аляски на севере до юго-запада США на юге. Атабаскские языки — одно из крупнейших объединений в Северной Америке, включает более 40 языков, распространенных в трёх ареалах. Общее количество говорящих на атабаскских языках — около 180 тыс. чел. (1990 гг., оценка).

## Название
Название «атабаскские языки» было искусственно придумано А. Галлатином в 1826 году на основе названия озера Атабаска в центре Канады (название озера происходит из алгонкинского языка кри). Запись с -п- является лишь орфографической условностью, принятой в США для написания этого слова; произносится оно при этом всё равно как -б-, поэтому вариант «атапаскские языки» или «атапаски» является неправильным.

## Классификация
Классификация атабаскских языков ниже следует в основном по Керен Райс (Keren Rice), как она дана в [Goddard 1996] и [Mithun 1999].
Семья на-дене
- тлингит
- эяк-атабаскская подсемья:
  - эякский
  - атабаскская ветвь:
    - южно-аляскинская (танаина-атенская) группа: денаʼина (танаина), атна (атена)
    - центрально-аляскинско-юконская группа
      - ингалик-коюконская подгруппа:
        - дег-хитан (ингалик)
        - коюкон-холикачук: коюкон, холикачук†

      - танана-верхнекускоквимская подгруппа
        - танана: верхний танана, нижний танана, танакросс
        - верхнекускоквимский язык (колчан)

      - тутчонская подгруппа: северный тутчоне, южный тутчоне
      - хан-гвичинская подгруппа: хан, гвичин (кучин)

    - цецаут †
    - северозападно-канадская группа:
      - талтан-секанская подгруппа
        - талтан-касканская подгруппа: талтан, тагиш, каска
        - бивер-секани: бивер (данезаа, дане-за), секани

      - слейви-хэрская (хэр-чипевианская) подгруппа: северный слейви (маунтин-хэр-бэрлейк), догриб, слейви, чипевайан (чипевьян, дене-сулине)

    - центрально-британско-колумбийская (карриер-чилкотинская) группа: чилкотин, никола †, кэрриер (карриер, дакелх), бабин-вицувитен (северный кэрриер, бабин)
    - квалиоква-тлацканай
    - сарси (цутина)
    - тихоокеанская группа:
      - орегонская подгруппа: †верхний умпква (ампква), рог-ривер (включая диалекты †коквилл, кокилье, †часта-коста и др.), †галис-эплгейт (дакубтун, эппльгейт), толова
      - калифорнийская подгруппа: хупа (вкл. †чилула, †вилкут), †маттол, †ил-ривер (вкл. вайлаки, синкионе, нонгатль, лассик, като)

    - апачская группа:
      - западноапачская подгруппа: навахо, западно-апачский (с диалектам уайт-маунтэн, †сан-карлос, сибеке и тонто), мескалеро-чирикауанский апаче
      - восточноапачская подгруппа: хикарильянский апаче (хикарилья), липанский апаче (липан)
      - кайованский апаче (кайова-апаче, киова-апаче)

## Распространение
У атабаскских языков можно выделить три области распространения. 
1. Атабаскские языки северной области занимают внутреннюю (небереговую) часть штата Аляска (США) и северо-западную часть Канады (помимо северного и тихоокеанского побережий), а именно — территорию Юкон, Северо-западные территории, южную часть Нунавута, северные части провинций Британская Колумбия, Альберта, Саскачеван и Манитоба. На Аляске распространены 11 из этих языков: дег-хитан (ингалик; осталось около 40 носителей), холикачук (около 10), коюкон (около 300), верхнекускоквимский (около 30), танаина (около 70; это единственный из северных атабаскских языков, распространённый на морском побережье — вокруг залива Кука), атна (около 80), (нижний) танана (около 30), танакросс (около 60), верхний танана (около 100), хэн (около 7) и гвичин (кутчин, около 700). Последние два языка распространены не только на Аляске, но и в Канаде. Языки Канады: северный тутчоне (около 200), южный тутчоне (около 200), тагиш (2), талтан (менее 40), каска (около 400), †цецаут, секани (несколько сотен), бивер (менее 300), слэйви (около 2600), северный слейви (маунтэн-хэр-бэрлейк, около 300), догриб (около 2000), чипевайан (около 15 000, оценка, 2004), цутина (сарси, менее 50), бабин-вицувитен (северный кэрриер, около 1600), кэрриер (около 2000), чилкотин (около 700), †никола. Северные атабаскские языки весьма разнообразны; в этой области находится прародина атабасков. Обычно её относят к пограничью Аляски и Канады. Языки северной области с трудом разбиваются на группы и представляют собой так называемую диалектную цепь или сеть, в которой любые соседние языки имеют ряд общих свойств, не разделяемых другими языками.
2. Тихоокеанская область — это несколько анклавов. Большинство из этих языков вымерло, лишь у двух или трёх есть по несколько носителей. На границе современных штатов Вашингтон и Орегон — †квалиоква-тлацканай, южнее в штате Орегон — †верхний умпква, рог-ривер (включая диалекты †коквилл, тутутни, †часта-коста и др.), †галис-апплгейт и толова (последний также в Калифорнии), в северной Калифорнии — хупа, като, †маттол, †вайлаки и ещё несколько вымерших диалектов. Тихоокеанские языки значительно отличаются друг от друга и от атабаскских языков других областей.
3. Южная область — на юго-западе США. Южноатабаскские языки, иначе называемые апачскими, близкородственны и четко выделяются как группа. К ним относится самый многочисленный по количеству носителей североамериканский язык — навахо (от 100 до 150 тыс. носителей, Нью-Мексико, Аризона, Юта и Колорадо). Наряду с навахо, к западноапачской подгруппе относятся языки западный апаче (с диалектами вайт-маунтэн, сан-карлос, сибеке и тонто, около 12 тыс., Аризона) и мескалеро-чирикава (около 1800, Нью-Мексико). Восточноапачские языки — хикарийя (хикарилья) (около 800, север Нью-Мексико) и липан (почти вымер, Нью-Мексико). Наиболее периферийный член апачской группы — кайова-апаче (почти вымер, Оклахома).

## Фонетика
Атабаскские языки имеют состав согласных звуков «кавказского типа» — три серии смычных: слабые, придыхательные и абруптивные (глоттализованные). Для праатабаскского состояния реконструируется система из примерно 40 согласных фонем, включающая семь полных рядов смычных: зубные (d); четыре ряда переднеязычных аффрикат ([меж]зубные: dz; альвеолярные: dž; лабиализованные/ретрофлексные džw и латеральные: dl); палатально-велярные (ĝ) и увулярные (G). Все эти ряды, кроме двух крайних, по-разному смешиваются в разных языках, давая большое разнообразие современных систем. Звонкие и глухие фрикативные представлены во всех рядах, кроме ряда d.
Составы гласных звуков атабаскских языков весьма разнообразны. В некоторых из этих языков есть носовые гласные. Для протоатабаскского состояния реконструируется признак глоттализации слога, который во многих современных атабаскских языках реализуется как тон, причём в некоторых языках как высокий, в других — как низкий.

## Морфология
Атабаскские языки являются полисинтетическими и отличаются очень сложной глагольной морфологией. В глагол инкорпорируется большое количество составляющих — локативных, модальных, связанных с совершаемостью, и т. д. В него последовательно включаются местоименные составляющие, указывающие на актантов и сирконстантов ситуации. Северных атабаскским языкам свойственна и инкорпорация именных корней. Многие сказуемые состоят лишь из глагольной словоформы и не содержат именных словоформ. Особенность атабаскских языков — почти исключительно приставочное словоизменение.
В этих языках существует достаточно строгий порядковый строй глагольной словоформы, который можно изобразить следующим образом: превербы — различные словообразовательные морфемы — совершаемость — инкорпорированные составляющие — лицо объекта (различается три лица) — субъект — видовые категории — тип спряжения — время/наклонение — субъект (1/2 лица) — переходность — корень. Этот порядок расположения морфем представляет целый ряд исключений из языковых универсалий — в частности, словоизменительные морфемы в целом располагаются ближе к корню, чем словообразовательные. Кроме того, морфемы из одной и той же семантической области часто оказываются в разных линейных частях словоформы: ср., например, построение отрицания в верхнекускоквимском языке (Аляска): ’istrih «я пла́чу» — zistrigh ts’e’ «я не пла́чу»; добавление смысловой составляющей «не» осуществляется сразу тремя средствами — заменой имперферктивной приставки ’i- на отрицательную zi-; озвончением последней согласной основы (h→gh) и добавлением необязательной энклитики ts’e’. 
Атабаскские языки отличаются очень сложной морфонологией. Некоторое преставление о сложности атабаскской морфологического строя можно составить по обычной верхнекускоквимской словоформе: nontinghiji’el «до свидания», буквально — «я снова увижу тебя». Лексическое значение «видеть» передаётся сочетанием корня и деривационной приставки n- (четвёртого слева). Представленный корень является алломорфом морфемы -anh, выбираемым в будущем времени. Значение будущего времени передаётся, помимо выбора этого алломорфа, также сочетанием приставок ti- и ghi-. Значение «снова» передаётся морфемой no-, а 2-е лицо объекта — следующей за ней приставкой n-. Часть ji- — это сочетание двух морфем: приставки 1-го лица единственного числа субъекта s- и морфемы переходности l-; действует исторически обусловленное морфонологическое правило s + l → j (где j — это альвеолярная аффриката). В качестве другого примера можно привести вернекускоквимскую словоформу: (а) nil’anh «я вижу его», где корневое значение «видеть» передаётся сочетанием приставки ni- и корня -’anh; -l- является маркером переходности, а показатель субъекта 1 лица единственного числа -s- не виден в положении перед -l-.
Известная типологическая особенность атабаскских языков — так называемые классифицирующие глаголы. Так, одному русскому глаголу может соответствовать десяток и более глагольных корней в зависимости от класса, к которому относится абсолютивный аргумент данного глагола. Все нижеследующие верхнекускоквимские глаголы означают «нечто лежит» и различаются лишь классной принадлежностью лежащего объекта: zi’onh (об округлом объекте), zidlo (о нескольких объектах), ’isditlak' (о мокром объекте), ’iltonh (об объекте в закрытом контейнере) и т. д.

### Синтаксис
Строй предложения (с точки зрения кодирования ролевых отношений) в атабаскских языках — аккузативная. Обычный порядок слов в предложении — SOV (подлежащее — дополнение — сказуемое). 

## История изучения
В течение XIX века имела место отрывочная документация атабаскских языков, в том числе деятелями Русской Америки — Н. П. Резановым, Ф. фон Врангелем и другими. Научное изучение атабаскских языков связано с деятельностью католических и протестантских миссионеров в конце XIX — начале XX в., таких, как Э. Петито (кутчин, хэр, чипевиан), А. Г. Морис (чилкотин, карриер), Ж. Жетте (коюкон), П. Э. Годдард (хупа), Б. Хайле (навахо) и других. Новый этап в сравнительном и грамматическом изучении атабаскских языков связан с именем Эдварда Сепира, работавшего с 1900-х до 1930-х гг. с языками часта-коста, хупа, сарси, навахо и другими. Следующее поколение исследователей атабаскских языков — ученики Сепира Ф.-К. Ли и Харри Хойер. Наиболее активные исследователи атабаскских языков в современный период (с 1970-х гг. по настоящее время) — Р. Янг, Майкл Краусс, В. Голла, Дж. Кари, Дж. Лир, Э.-Д. Кук, К. Райс, Л. Саксон, Ш. Харгус, Ч. Томпсон, Г. Холтон, С. Туттл, А. А. Кибрик и другие. 
Многие атабаскские языки хорошо документированы, однако целый ряд языков исчез или исчезает раньше, чем такая документация была произведена. В то же время 8 атабаскских языков и в настоящее время усваиваются детьми как родные, что гарантирует их выживание в течение нескольких ближайших десятилетий. Целый ряд атабаскских языков преподаётся в школе, осуществляется общественная работа по поддержке и возрождению языков — например, в резервации Хупа в северной Калифорнии делаются попытки обучения молодых членов племени языку через тесное общение со старейшинами.